# Матюхин, Сергей Владимирович
Серге́й Влади́мирович Матю́хин (укр. Сергій Володимирович Матюхін; род. 21 марта 1980, Дачное, Донецкая область) — украинский футболист, защитник.

## Биография
Воспитанник днепропетровского спортинтерната. Выступал за команды «Днепр» и «Кривбасс». В высшей лиге дебютировал 4 сентября 1997 года в матче «Звезда» — «Днепр» — 1:3.
В киевском «Арсенале» играл с 2009 по 2011 год.
С января 2015 года один из тренеров молодёжной команды (до 21 года) одесского «Черноморца».
В сборной Украины дебютировал 31 марта 2004 в матче с сборной Македонии, вышел на 46 минуте заменив Сергея Симоненко. Также сыграл ещё две игры против сборной Дании в отборе на чемпионат мира 2006.
Женат. Жена — Екатерина, дочь — Ксения (2004), сын Михаил (2007)